# جان بيليفيو
جوزيف جان آرثر بيليفو (31 أغسطس 1931- 2 ديسمبر 2014)، كان لاعب هوكي جليدي كندي محترف لعب أجزاء من 20 موسمًا مع دوري الهوكي الوطني NHL من عام 1950 إلى عام 1971. يعتبر على نطاق واسع واحدًا من أعظم 10 لاعبي NHL في كل العصور. ولد بيليفو في تروا ريفيير، كيبيك، ولعب لأول مرة بشكل إحترافي في دوري كيبيك للهوكي الرئيسي (QMHL). ظهر لأول مرة في NHL مع الكنديين في عام 1950 ، لكنه اختار البقاء في QMHL بدوام كامل حتى عام 1953.